# Kirche der Königin des Universums

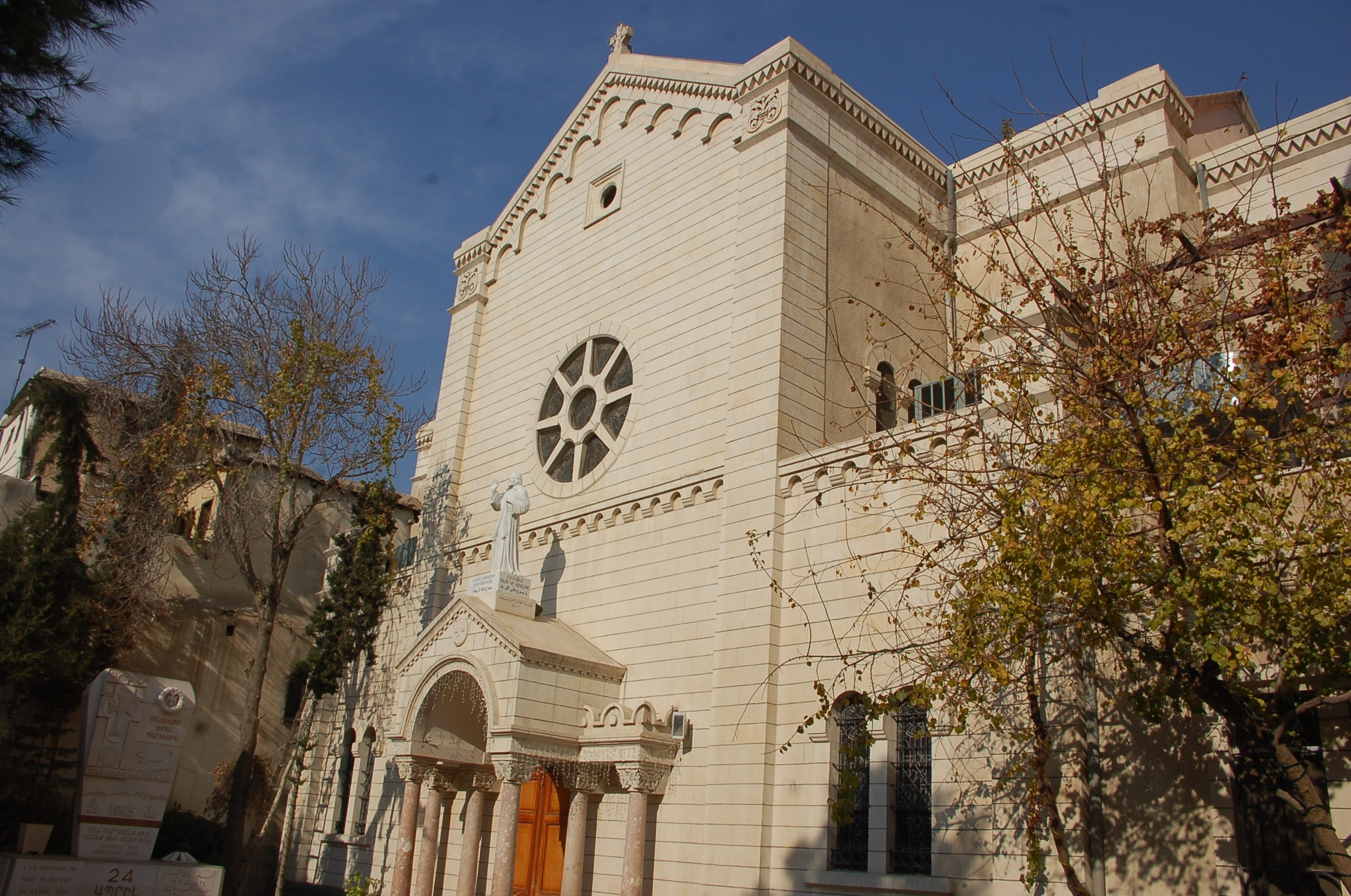
Armenisch-katholische Kirche der Königin des Universums in Damaskus

Die Kirche der Königin des Universums (arabisch كنيسة ملكة الكون, DMG Kanīsat Malikat al-Kaun oder auch كاتدرائية سلطانة العالم, DMG Kātidrāʾīyat Sulṭānat al-ʿĀlam, wörtlich „Kathedrale der Sultanin der Welt“) ist die Kathedrale des Patriarchal-Exarchats Damaskus der armenisch-katholischen Kirche. Sie steht im christlichen Viertel der Altstadt der syrischen Hauptstadt Damaskus, etwa 100 m westlich vom nordöstlichen Stadttor Bāb Tūmā (Thomastor).

## Standort
Die Kirche der Königin des Universums steht in der Wohngegend al-Tal („der Hügel“, التل, DMG at-Tall) an der Nordseite der in West-Ost-Richtung verlaufenden „Feuerholz-Kanal-Straße“ (قناية الحطب, DMG Qanāyat al-Ḥaṭab, auch rue Qnayet Al-Hatab), Hausnummer 54, etwa 100 m westlich von deren Einmündung in die Bāb-Tūmā-Straße (شارع باب توما, DMG Šāriʿ Bāb Tūmā) kurz südlich vom Kreisverkehr am Bāb Tūmā. Auf der Südseite der Straße befindet sich gegenüber der Kirche westlich versetzt der etwa 500 Jahre alte Hammam Bakri (حمام بكري, DMG Ḥammām Bakrī).

## Geschichte
Eine erste armenisch-katholische Gemeinde in Damaskus entstand 1763. Erster Pfarrer war von 1778 bis 1782 Hovsep Takatlian. Auf alten Stadtplänen kann man erkennen, dass die alte armenisch-katholische Kirche von Damaskus neben dem Lazaristenkloster an der östlichen Ecke der Al-Azariya-Straße (Lazarus-Straße, شارع العازرية) mit der Michael-Naimy-Gasse (حارة ميخائيل نعيمة) stand. Diese wurde 1860 beim Massaker im Christenviertel von Damaskus schwer beschädigt. Die heutige armenische Kathedrale wurde 1930 von den Jesuiten errichtet, der rechts davon befindliche Sitz des Erzbistums bereits 1920. Auf den alten Karten ist die Kirche deshalb noch als Jesuitenkirche verzeichnet. Die Jesuiten konnten den Gebäudekomplex jedoch nicht halten, und so wurden das heutige Grundstück und Gebäude der armenisch-katholischen Gemeinde 1959 durch diese mit Geldern des Philanthropen Hanin Elias Qudsi (1893–1971) erworben. Auch eine Schule wurde 1961 mit dessen Geldern fertiggestellt. Am 6. November 1984 wurde das armenisch-katholische Patriarchal-Exarchat Damaskus errichtet, so dass die armenisch-katholische Kirche der Altstadt von Damaskus zur Kathedrale wurde. In den Jahren 2000 und 2001 wurden die Kirche, der Bischofssitz und weitere Räumlichkeiten erneuert. Die Kirche erhielt nun den Namen Kathedrale der Königin des Universums. Bischof wurde 1997 Hovsep Arnaoutian, und Pfarrer der Gemeinde in Damaskus wurde Parsegh Baghdasarian. Zu dieser Zeit gab es in Damaskus 5000 armenische Katholiken in 700 Familien.

## Architektur und Einrichtungen
Das 1930 fertiggestellte Kirchengebäude hat einen kreuzförmigen Grundriss und Satteldächer mit Kreuzgiebel. Das zweistöckige Bauwerk hat eine helle Fassade und an der Frontseite ein großes rundes Rosettenfenster, darunter vor der hölzernen Eingangstür einen Porticus, auf dessen Satteldach eine Jesus-Statue steht, und oben auf dem Giebel ein einfaches Kreuz. Das rechts von der Kirche befindliche vierstöckige Haus des Erzbischofs aus den 1920er Jahren ist aus weißem Stein gemauert und hat über dem Hinweisschild „armenisch-katholische Erzdiözese“ ein reich verziertes armenisches Kreuz (Chatschkar). Vor der Kirche befinden sich mehrere Denkmäler: eine Marienstatue von 1994, ein Denkmal für den Mäzen der Gemeinde, Hanin Elias Qudsi (1893–1971), eine Statue der Heiligen Rita von 2000 und ein Denkmal für die Opfer des Völkermordes an den Armeniern (ab 1915), das an dessen 50. Jahrestag am 24. April 1965 eingeweiht wurde und wo jährlich an diesem Tag Gedenkfeiern stattfinden.

## Bischof
Eparch der armenischen katholischen Eparchie von Damaskus ist seit dem 18. März 1990 der am 2. Mai 1936 in Aleppo geborene Joseph Arnaouti (I.C.P.B.).